# 撒哈拉难民营

廷杜夫难民营位置

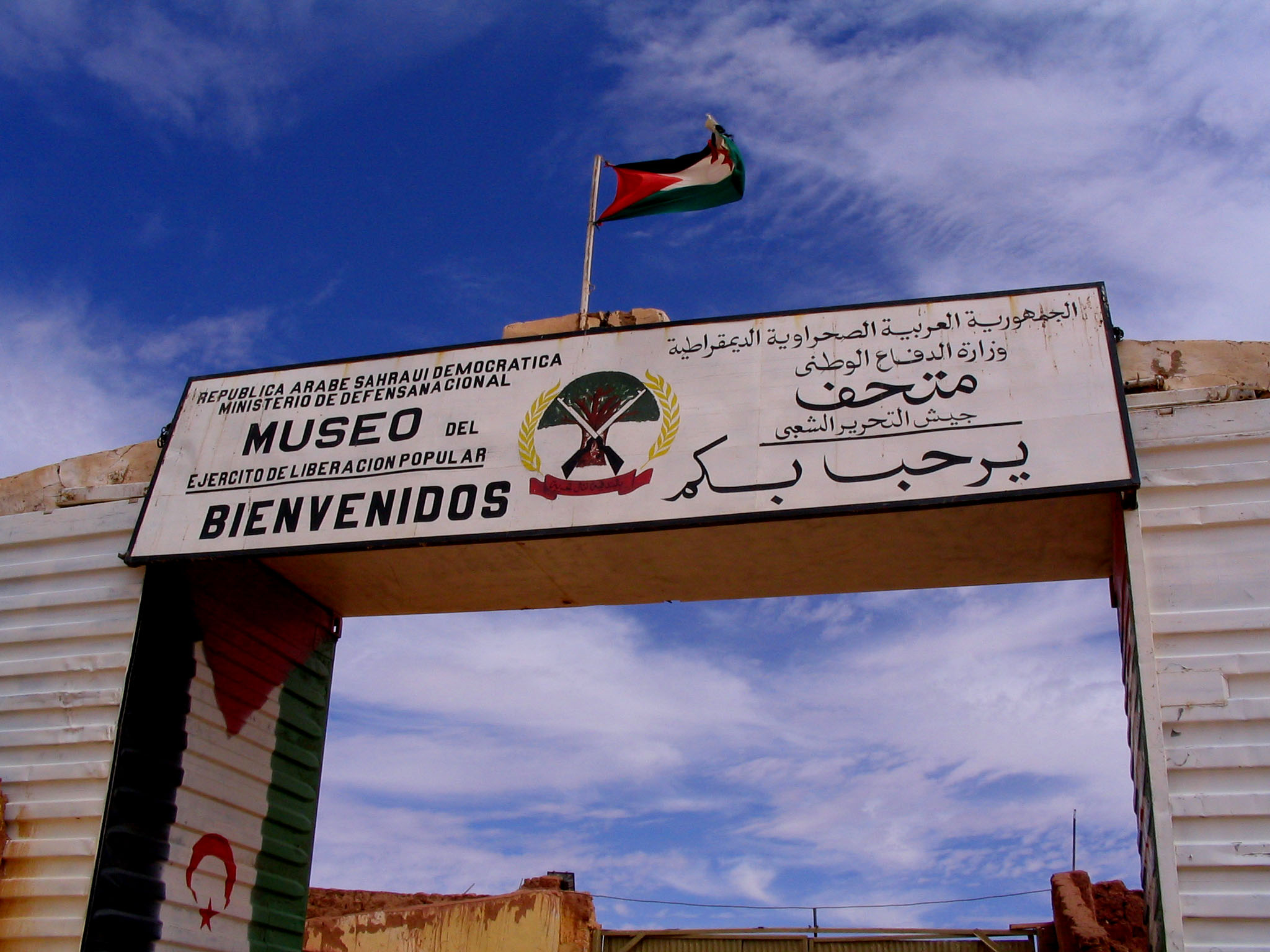
难民营大门

撒哈拉难民营是阿尔及利亚廷杜夫省境内的一系列撒哈拉人的难民营之总称。阿尔及利亚也称其为博哈多爾縣（Daira de Bojador），位於阿爾及利亞西南部的撒哈拉沙漠腹地，鄰近與毛里塔尼亞的邊境。这些难民营建立于1975－1976年。当时，摩洛哥组织绿色进军进占西撒哈拉，造成许多撒哈拉人流离失所，背井离乡，沦为难民。大部分难民依旧生活在难民营里。撒哈拉难民营是世界上存在时间最长的难民营。撒哈拉难民营由阿拉伯撒哈拉民主共和国管理，是该政权的活动中心。

## 人口
阿尔及利亚当局估计在阿尔及利亚的撒哈拉难民有165,000。这个数据得到了波利萨里奥阵线的承认。
1998年，联合国的米努尔索特派团在营地中统计出42378名成年人，统计仅仅包括1975年以前的西撒哈拉血统的人。没有试图估计难民营中的总人口。
摩洛哥政府争辩说，难民总数约为45,000至50,000，而且这些人违背了自己的意愿被波利萨里奥关押在难民营中。但是，中央情报局指出，仅廷杜夫镇附近的阿尔及利亚赞助营地就有约100,000难民。

## 生活条件

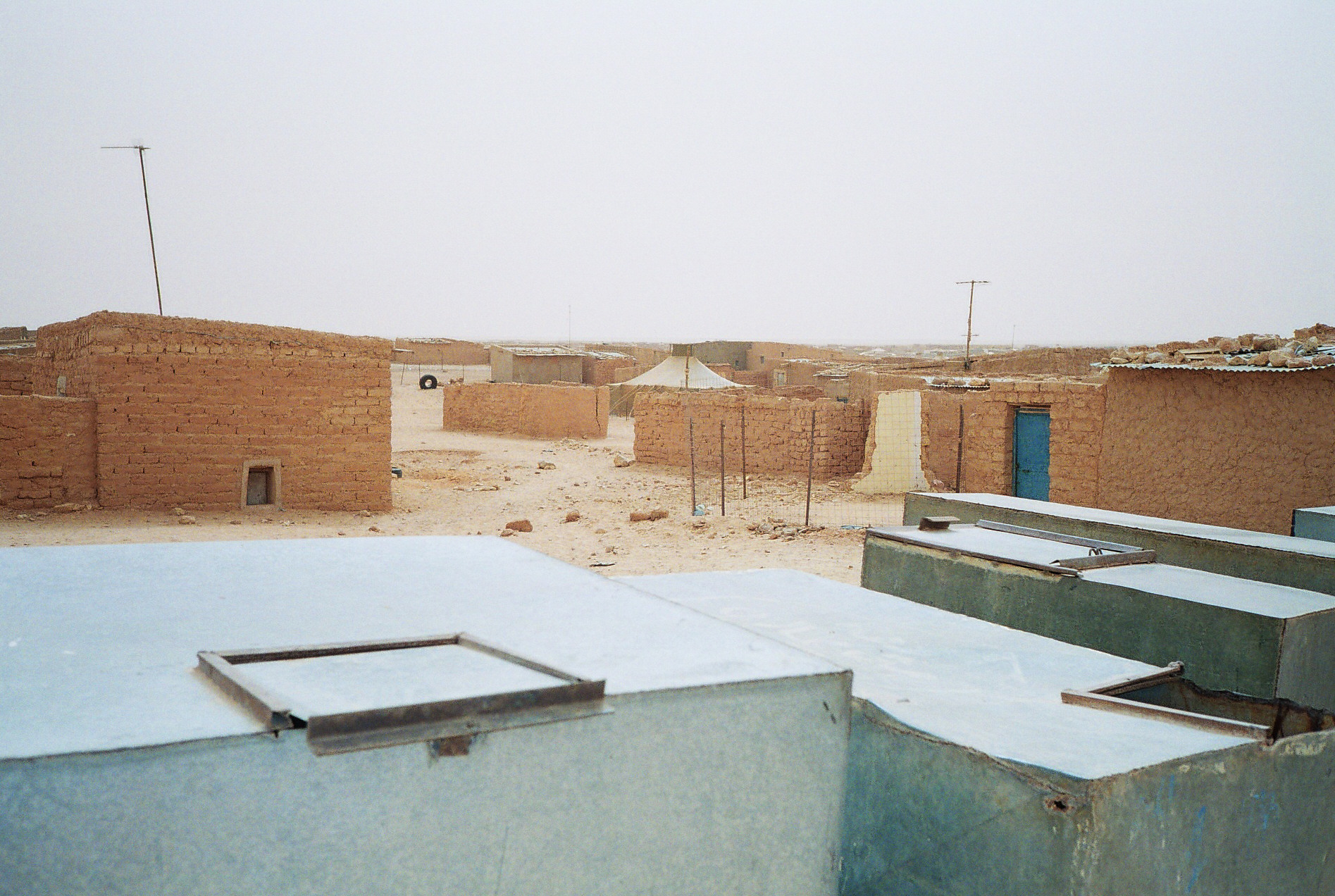
廷杜夫难民营房屋

难民营位于撒哈拉沙漠中的哈马达地区，这一地区在历史上一直被称为“魔鬼的花园”，夏季气温高达50摄氏度左右。频繁的沙尘暴破坏了人们的正常生活，这里几乎没有植被覆盖。必须驾车数十公里外收集柴火。只有少数难民营有水，而且水源也很不干净。在这种环境下无法维持基本生活，难民营完全依赖外国援助。
食品，饮用水，建筑材料和衣物是由国际援助机构乘车带入难民营的。世界粮食计划署（WFP）与阿尔及利亚红新月会（ARC）和阿尔及利亚政府合作，将基本食品从奥兰港带入拉博尼，而波利萨里奥与西撒哈拉红新月会合作组织拉博尼的食品分配（WSRC）。随着西撒哈拉社会的发展，一些难民已经能够购买电视机和使用汽车。近年来难民营中出现了数百个卫星天线。
缺乏蔬菜，营养食品和药品，使难民受到困扰。根据联合国和世界粮食计划署的数据，40％的儿童患有铁缺乏症，而10％的五岁以下儿童则严重缺乏营养。 2006年2月，暴雨和洪灾摧毁了许多难民营，促使难民署和世界粮食计划署（粮食计划署）对危机作出反应，用帐篷代替被破坏的房屋，并提供粮食来弥补失去的储存。2015年10月，暴雨再次淹没了难民营，摧毁了许多由砖砌而成的房屋，帐篷。超过11,000个家庭受到影响。
欧盟委员会将撒哈拉难民称为“被遗忘的难民”。

## 经济
在西班牙决定将养老金支付给殖民时期被强行征募为士兵的撒拉维人之后，1990年代营地开始发展简单的货币经济。钱也来自在阿尔及利亚或国外工作的撒哈拉人。但是，私营经济仍然非常有限，难民营主要依靠外国和阿尔及利亚的援助继续生存。

## 人权问题
由于波利萨里奥阵线和摩洛哥仍处于战争状态，难民营与摩洛哥控制的西撒哈拉部分之间的交流几乎是不可能的，成千上万的家庭已经分离了长达30年之久，这对西撒哈拉和难民营的居民来说都是极大地痛苦。波利萨里奥阵线已经承认七十年代和八十年代遭受虐待的报道，但否认了有关持续虐待的指控。
2010年4月，西撒哈拉政府呼吁联合国对解放后的领土和难民营中的人权进行监督，并指出：“我们准备与我们控制范围内的联合国人权观察员充分合作。认真提出建议，并要求摩洛哥也这样做。”

## 友好城市
- 西班牙聖塞瓦斯蒂安